# Konzert im Freien

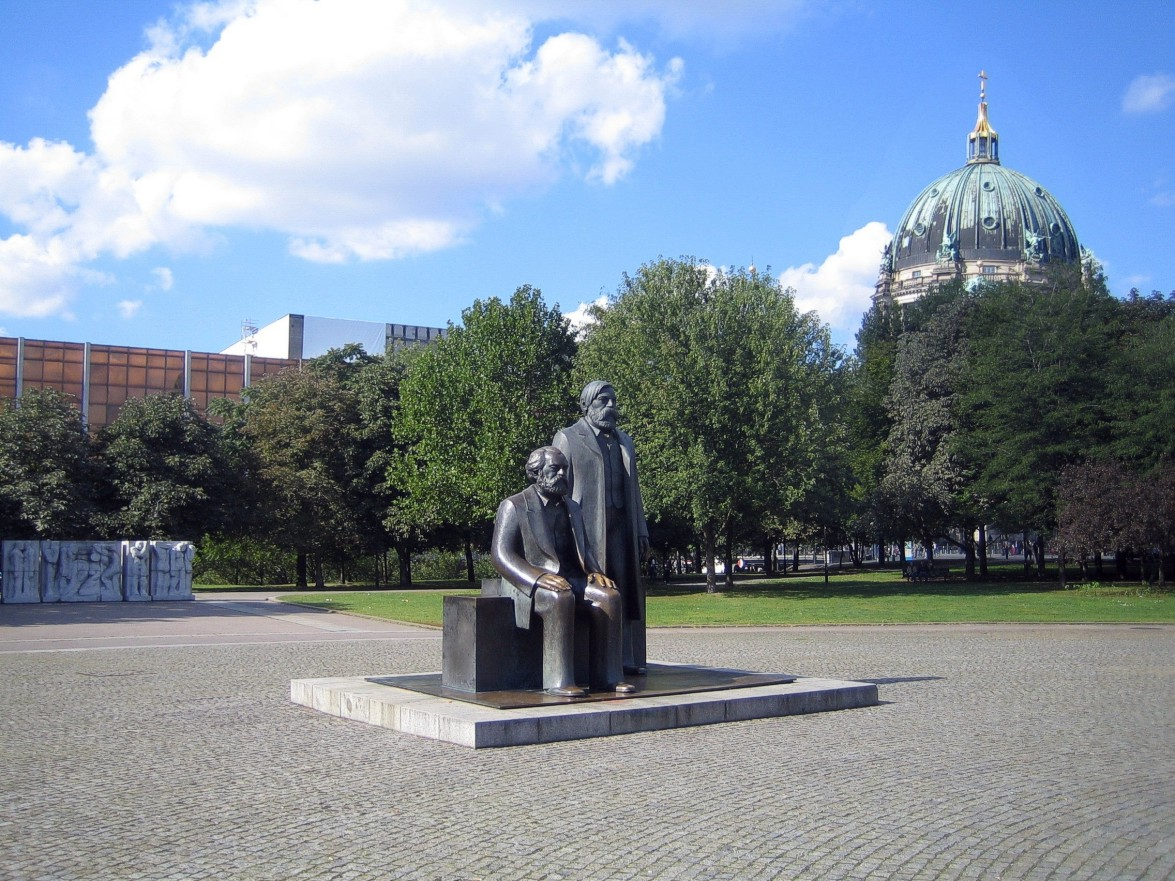
Monument de Karl Marx et Friedrich Engels sur le Marx-Engels-Forum

Konzert im Freien (traduction littérale : Concert en plein air) est un film documentaire expérimental de 2001 réalisé par Jürgen Böttcher.

## Sujet de départ
Les autorités de la République démocratique allemande ont érigé sur une place historique du centre de Berlin, à Mitte, au début des années 1980 un monument en hommage aux théoriciens révolutionnaires socialistes et communistes allemands Karl Marx et Friedrich Engels. Cette place fut baptisée à cette occasion Marx-Engels-Forum.

## Synopsis
Jürgen Böttcher détourne les images qu'il a prises de 1981 à 1986 lors de la réalisation de cet ambitieux monument pour démontrer la perte de sens du monument. Dans son film, il nous montre l'arrivée des statues, les interprétations des artistes impliqués dans la création du monument ainsi que les réactions et commentaires des touristes et passants, tant Allemands qu'étrangers, qui prennent des photos de l'ensemble monumental et de la performance des musiciens, le percussionniste Günter "Baby" Sommer et le saxophoniste Dietmar Diesner qui sont le fil conducteur du documentaire. Tous deux improvisent leurs morceaux sur le site, utilisant même la statue comme instrument de percussion et jouent par tous les temps, de nuit et même sous l'averse.

## Fiche technique
- Titre : Konzert im Freien
- Pays :  Allemagne
- Genre : Documentaire historique expérimental
- Réalisateur : Jürgen Böttcher
- Scénario : Jürgen Böttcher
- Photographie : Thomas Plenert, Lars Lenski, Gunter Becher
- Éditeur : Gudrun Steinbrueck-Plenert
- Musique : Annette Muff, Guenther "Baby" Sommer, Dietmar Diesner
- Producteurs : Katrin Schlösser, Frank Loeprich
- Production : Ö-Film/Berlin, en coproduction avec WDR/Cologne
- Durée : 88 minutes
- Dates de sortie :
  - Festival international du film de Berlin, le 8 février 2001
  -  Allemagne, le 1er mars 2001

## Distribution

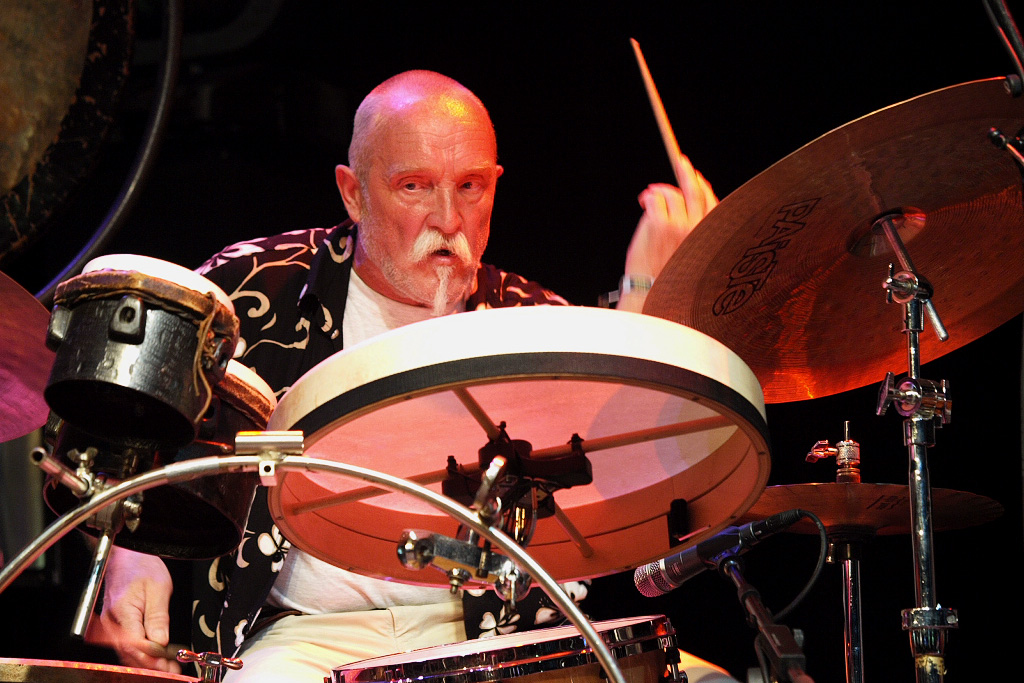
Günter Baby Sommer en 2008

- Günter "Baby" Sommer
- Dietmar Diesner

## Le Marx-Engels-Forum et la statue
Le Marx-Engels-Forum est situé entre la Spandauer Straße et la Spree, à proximité de l'Hôtel de ville. Avant la Seconde Guerre mondiale, la place actuelle était une zone résidentielle et commerciale mais fut en grande partie détruite par les bombardements aériens. Pour transformer le site en parc, les bâtiments restants ont été démolis dans les années 1970.
L'aménagement du parc a été conçu par le sculpteur Ludwig Engelhardt, directeur artistique du projet depuis 1977. La partie principale de l'ensemble, au centre de la place, consiste en une sculpture réalisée par Engelhardt lui-même. D'une hauteur totale de 3,85 mètres, elle consiste en un ensemble statuaire en bronze représentant les pères du socialisme et auteurs du Manifeste du Parti communiste Karl Marx (assis) et Friedrich Engels (debout). Réalisé par Werner Stötzer, un mur de soutènement en marbre bulgare présente des groupes de personnes dans un environnement capitaliste l'Alte Welt. De l'autre côté du mur sont accolés des reliefs en bronze de Margret Middell et montrent des scènes de la vie courante dans une société libérée. Entre eux, sur quatre piliers plats en acier inoxydable, sont exposés de nombreux documents photographiques de petit format sur l'histoire du mouvement ouvrier, œuvres de Arno Fischer, Peter Voigt, Norbert Blum, Hans Gutheil, Jürgen Frenkel, Gunther Köhler et Friedrich Nostitz.
L'ensemble a été inauguré le 4 avril 1986.